# Latarnia morska Douglas Head
Latarnia morska Douglas Head – zbudowana w roku 1857 przez szkockiego inżyniera Thomasa Stevensona dla Northern Lighthouse Board. Położona jest na półwyspie Douglas Head, około 2 kilometrów od Douglas na Wyspie Man. 
Starania o budowę latarni morskiej na Douglas Head wskazującej wejście do portu, rozpoczęto w 1855 roku. W 1857 roku latarnia wraz z zabudowaniami towarzyszącymi została oddana do użytku. Była jedyną latarnią pomiędzy oddalonymi o kilkadziesiąt kilometrów od Douglas latarniami w latarnią Point of Ayre oraz zbudowaną w 1818 roku przez Roberta Stevensona Calf of Man.
W 1986 roku latarnia została zautomatyzowana i jest sterowana z centrum w Edynburgu.